# José Feliú y Codina
José Feliú y Codina (katalanska: Josep Feliú i Codina), född 1845, död 1897, var en spansk (katalansk) författare.
Feliú y Codina började sin litterära bana som artikelförfattare och redaktör i ett flertal tidskrifter. Sin berömmelse vann han dock som dramaturg, först på katalanska, sedan spanska. Bland hans många katalanska dramer och komedier märks särskilt La filla del marxant ("Krämarens dotter", 1875) i samarbete med F. Soler. Här som i Feliú y Codinas andra dramer är det vanligt folk och deras lidande, som skildras på ett drastiskt sätt. Bland hans främsta verk brukar dock hans spanska dramer räknas och främst bland dem La Dolores (1892). Dolores är en värdshusflicka, som i den tragiska berättelsen förförs av en barberare.